# Cinégio (conde consistoriano)
Cinégio (em latim: Cynegius) foi um oficial bizantino do começo do século IV, ativo durante o reinado do imperador Arcádio (r. 395–408). Homem claríssimo ou mesmo espectável, era um cristão zeloso e presumivelmente parente, talvez filho, do prefeito pretoriano do Oriente e cônsul Materno Cinégio. Serviu como conde consistoriano e em 402 foi enviado pelo imperador para Gaza, onde fechou o Marneu, o último templo pagão ainda ativo na cidade.